# Farangiz Hojiyeva
Farangiz Muzaffarovna Hojiyeva (ur. 1 września 2001) – uzbecka judoczka. Olimpijka z Tokio 2020, gdzie zajęła siedemnaste miejsce w wadze półśredniej.
Uczestniczka mistrzostw świata w 2021. Trzecia w drużynie w 2021. Piąta na mistrzostwach Azji w 2021 i 2022 roku.

## Letnie Igrzyska Olimpijskie 2020
| Konkurencja | Eliminacje               | Klas. końcowa |
| Konkurencja | Przeciwnik I             | Miejsce       |
| ----------- | ------------------------ | ------------- |
| 63 kg       | Sandrine Billiet (CPV) P | 17.           |